# Бехтеево (Смоленская область)
 Бехтеево — деревня в Смоленской области России, в Сычёвском районе. Расположена в северо-восточной части области в 20 км к юго-западу от Сычёвки, на реке Лосьмине.
Население — 179 жителей (2007 год). Административный центр Бехтеевского сельского поселения.

## История
В деревне родился советский партийный и военный деятель Крыленко Н. В. Во время Великой Отечественной войны немецко-фашистские захватчики пришли в Бехтеево 14 октября со стороны деревни Шаниха. Жители увидели 16 немецких велосипедистов – разведчиков. Советские части отступали в сторону деревни Потёсово, завязалась перестрелка. Немецкие велосипедисты отступали трижды под натиском солдат, но перевес был на их стороне, погибло несколько советских солдат. Наши отступали в леса, в Ляды, в Сивое, в Михайлово. Из этих деревень били по Шаниховскому большаку. После 14 октября, в конце месяца приехал в Бехтеево немецкий штаб. Разместились немцы в лучших дома на восточной стороне села.Стояли они в деревне до Нового 1942 года. Праздновали Новый год. Заставляли местное население работать, чистить дорогу лопатами. Население не кормили, даже хлеба не выдавали. В Новый год безобразничали, обижали местных жителей, так продолжалось до 6 января 1942 года. Когда советские войска двинулись из Лядов и Потёсова в наступление, немцы быстро уехали из деревни. Боёв больше не было. Советские части Калининского фронта заняли Бехтеево и пошли дальше к Сычёвке и Шанихе. Стояли до апреля. Зимой 1942 года деревенскую церковь разбомбили. Немецкие лётчики заметили с воздуха машины, стоявшие у церкви и стали бомбить. Но машины не пострадали, успели уехать, а вот колхозные трактора в количестве 15 были уничтожены , от церкви  уцелели лишь стены. Во время оккупации, остававшиеся в деревне жители, ютились в землянках и окопах. Немецкие самолёты часто бомбили деревню, обстреливали из пулемётов. Линия фронта была рядом, бои за деревню шли полтора года: то немцы наступали, то наши. Освобождено Бехтеево было первых числах марта 1943 года.